# Juan López de Chicherri
Juan Ignacio López de Chicheri y Sainz fue un diplomático español.
Del 17 de enero de 1986 hasta el 7 de febrero de 1986 fue Encargado de negocios en Tel Aviv.
De 28 de agosto de 1987 a  30 de agosto de 1991 fue embajador (rango personal ministro plenipotenciario de segunda clase) en Bagdad.
El 31 de agosto de 1991 fue nombradodirector general de Organizaziones y Conferences Internacionales en el Ministerio de Asuntos Exteriores sustituyendo a Juan Manuel Cabrera Hernández.
El 29 de diciembre de 1993 fue incorporado con un gran cruz en el orden de Cruces del Mérito Aeronáutico con distintivo blanco.
Desde 20 de junio de 1996 era embajador en Ciudad de México